# Garibaldino

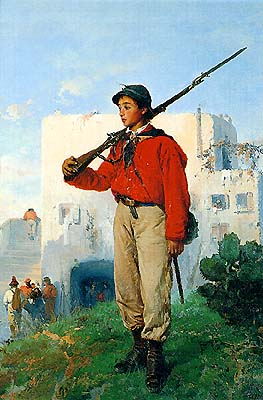
Sentinella garibaldina, dipinto di Gerolamo Induno del 1860 circa.

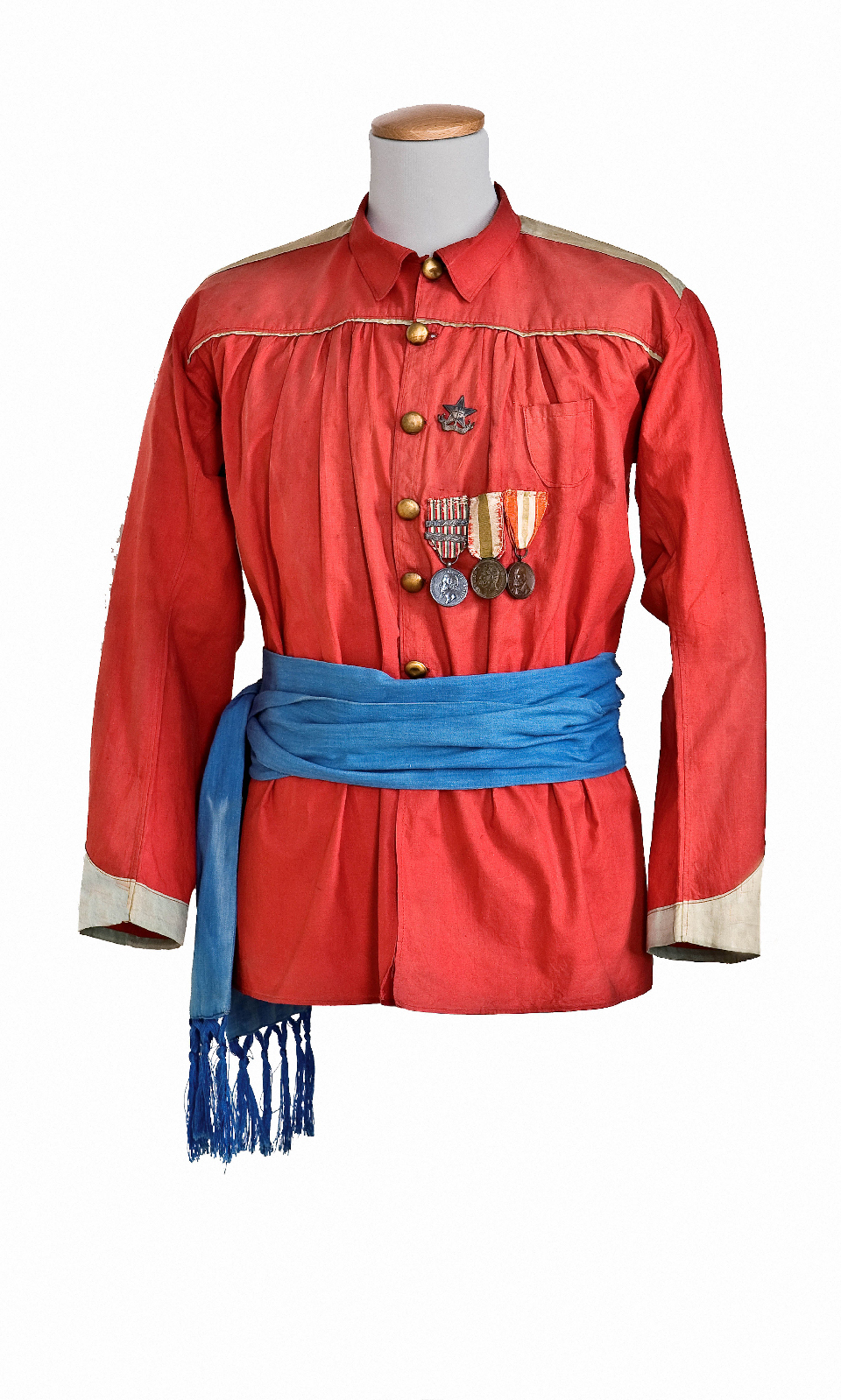
Camicia rossa (carminio) del garibaldino reggiano Luigi Trolli - Museo del Tricolore

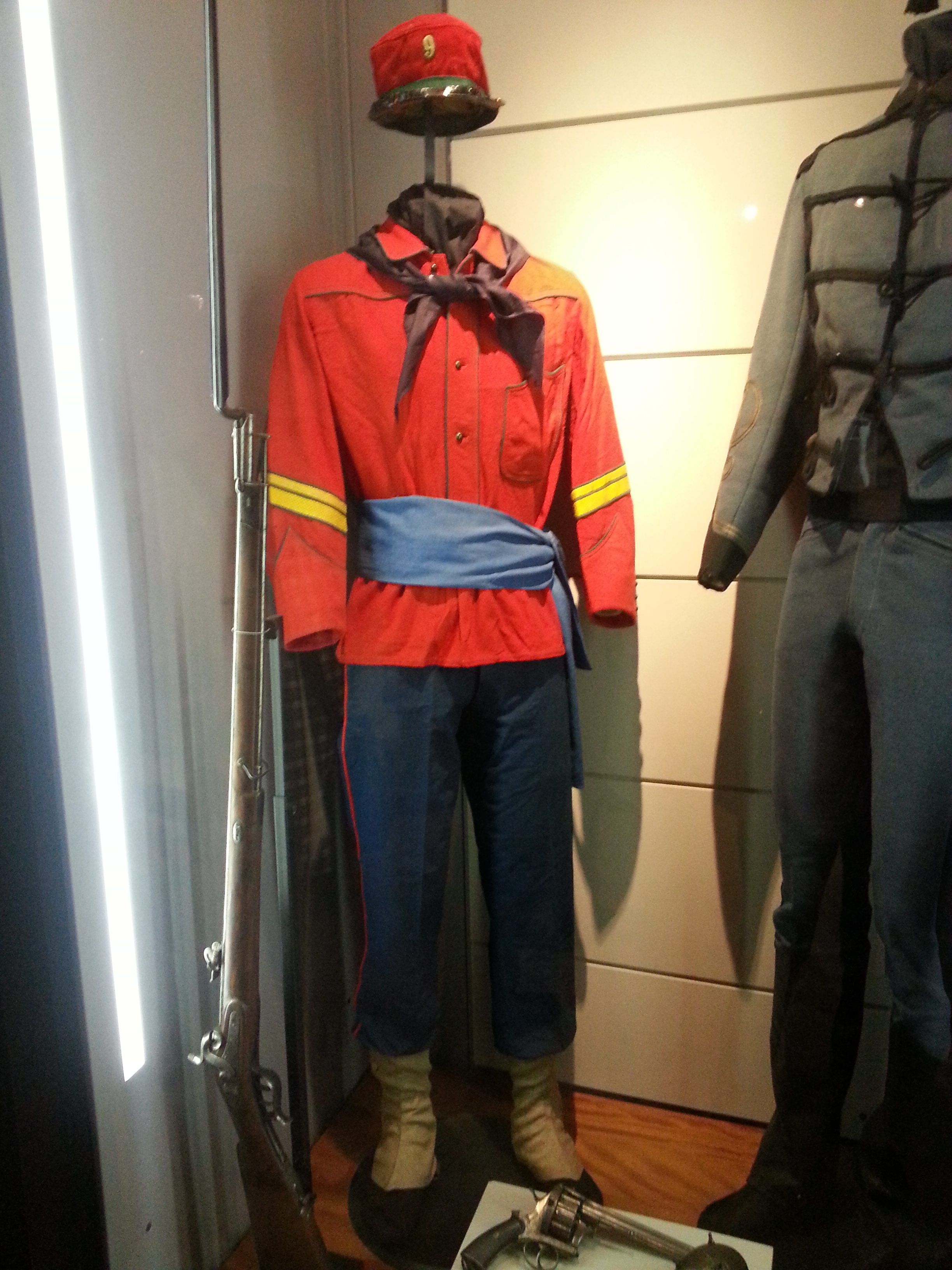
Uniforme originale da sergente garibaldino dalla collezione del Museo storico italiano della guerra, 1866

Con garibaldino si indica ogni soldato volontario che abbia militato nelle numerose formazioni costituite e guidate da Giuseppe Garibaldi, o ispirate ai suoi ideali.

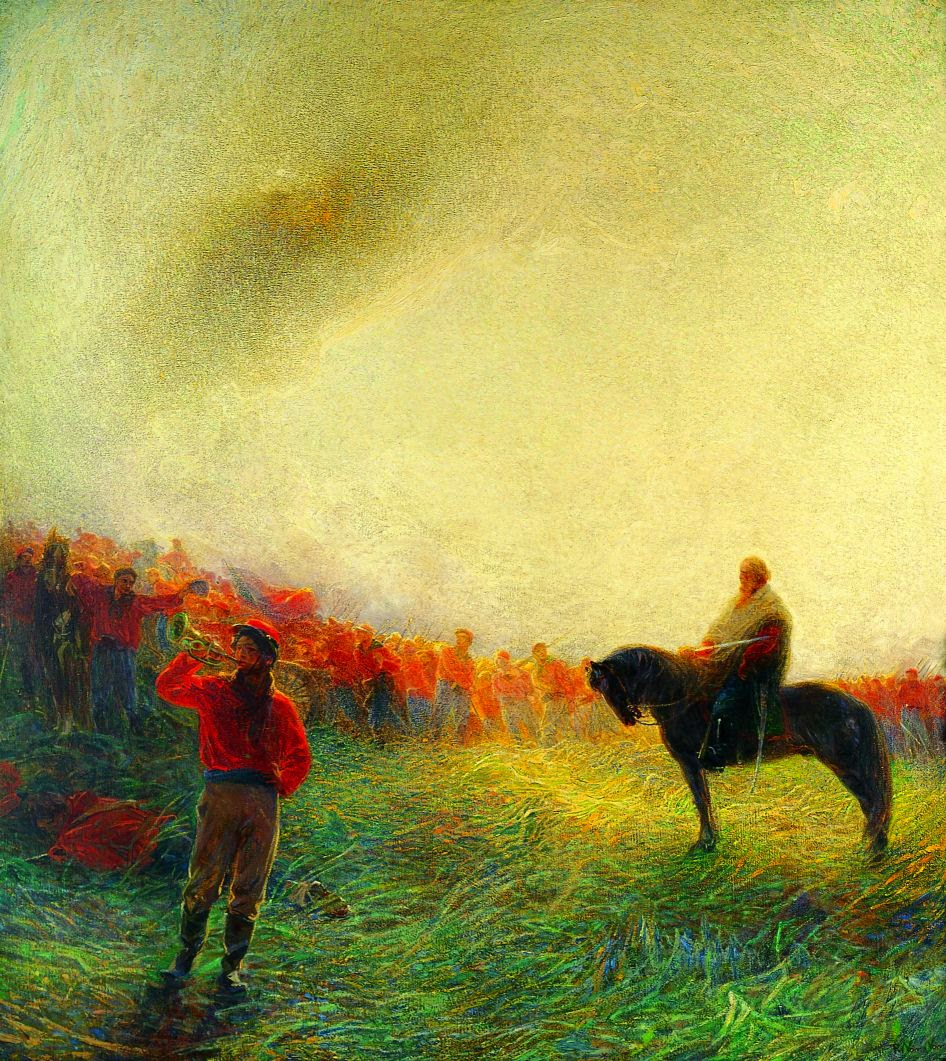
Garibaldi e i garibaldini, dipinto di Plinio Nomellini (1907)

Alcuni esempi sono i Cacciatori delle Alpi del 1859, i Mille, che presero il nome dalla spedizione dei mille, il Corpo Volontari Italiani che combatté nella terza guerra d'indipendenza italiana o l'esercito dei Vosgi.
Successivamente, con questo termine, si identificarono tutti i patrioti del sud Italia che si unirono ai Mille costituendo l'esercito meridionale.

## Utilizzo del termine
Nell'uso comune il termine fu usato in riferimento a tutti coloro combatterono con Garibaldi nelle sue spedizioni: nel 1862 (giornata dell'Aspromonte), nel 1866 (Invasione del Trentino) nel Corpo Volontari Italiani, nel 1867 (battaglia di Mentana) o nel 1871 (battaglia di Digione). Corpi di volontari garibaldini accorsero nel 1863 in difesa dell'insurrezione polacca contro i russi e nel 1866-67 a sostegno della lotta di indipendenza di Creta contro i Turchi.
Dopo la morte di Garibaldi, nuove spedizioni furono allestite sotto la guida del figlio Ricciotti nel 1897 e nel 1912 in favore dell'indipendenza della Grecia dalla Turchia. Del 1914 è l'intervento di una spedizione garibaldina a favore della Serbia contro l'Impero austro-ungarico.
In maniera figurata, il termine talvolta può essere usato in italiano con il significato di audace e di temperamento impetuoso (e non privo di una certa dose d'improvvisazione e avventatezza) e la locuzione alla garibaldina è sinonimo di temeraria baldanza e risolutezza.

## Uso successivo
Oltre che in senso proprio, il termine "garibaldino" è usato anche per designare:
- I volontari della Legione garibaldina (nome ufficiale 4e régiment de marche du 1er étranger), unità della Legione straniera francese, composta interamente da cittadini italiani, che combatté in Francia nella prima guerra mondiale contro i tedeschi.
- i volontari italiani arruolati nelle Brigate Internazionali nel corso della Guerra di Spagna,
- i componenti delle brigate Garibaldi che combatterono nella Resistenza italiana, durante la seconda guerra mondiale.

## Formazioni garibaldine
- Legione italiana (1843)
- Cacciatori delle Alpi (1859)
- Carabinieri genovesi (1859)
- Corpo Volontari Italiani (1866)
- I Mille (1860)
- Esercito meridionale (1860)
- Legione ungherese (1860)
- Garibaldi Guards (1861)
- Carabinieri livornesi (1867)
- Carabinieri milanesi (1860-1866)
- Corpo dei Volontari Italiani (1866)
- Esercito dei Vosgi (1870)